# Hvem er bange for Virginia Woolf?
|  | Denne artikel omhandler teaterstykket "Hvem er bange for Virginia Woolf?" For filmen fra 1966, se "Hvem er bange for Virginia Woolf? (film)" |
Hvem er bange for Virginia Woolf? (originaltitel: Who's Afraid of Virginia Woolf?) er et skuespil skrevet af Edward Albee, der havde premiere på Billy Rose Theater på Broadway, New York den 13. oktober 1962. Ved den originale opsætning medvirkede Uta Hagen som Martha, Arthur Hill som George, Melinda Dillon som Honey og George Grizzard som Nick. Teaterforestillingen var instrueret af Alan Schneider. 
Hvem er bange for Virginia Woolf? var en stor succes og vandt i 1963 en Tony Award for bedste skuespil og i 1962-63 New York Drama Critics' Circle pris for bedste skuespil.  De medvirkende skuespillere i hovedrollerne vandt ligeledes Tony Awards for bedste mandlige og kvindelige hovedrolle. Skuespillet blev endvidere udvalgt til den prestigefyldte Pulitzerpris, men komiteen bag prisen modsatte sig nomineringen som følge af det dengang kontroversielle brug af bandeord og seksuelle temaer i stykket, hvorfor der ikke blev uddelt en Pulitzerpris for bedste skuespil i 1963.
Hvem er bange for Virginia Woolf? (Who's Afraid of Virginia Woolf?) er et ordspil på den kendte sang fra Walt Disneys film De tre små grise (Hvem er bange for den stygge ulv?/Who's afraid of the big bad wolf) og den berømte engelske romanforfatter Virginia Woolf.
Skuespillet handler om parret George og Martha, der efter en fest på et universitet inviterer et yngre par med hjem til et "afterparty" i George og Marthas hjem. Hjemme fortsætter Martha og George med at drikke, og parret skændes og ydmyger hinanden på udspekulerede måder, ligesom de lejlighedsvis er fysisk voldelige overfor hinanden, mens den unge par iagttager dem med en blanding af fascination og afsky. 
Skuespillet er blevet opsat i en lang række lande verden over, og har flere gange været sat op i Danmark. 

## Eksterne links
- Who's afraid of Virginia Woolf? på Internet Broadway Database
- Anmeldelse i The Guardian af London opsætning 01/02/2006
- Who's Afraid of Virginia Woolf? Arkiveret 30. januar 2022 hos  Wayback Machine litterær analyse, temaer, citater m.v. (engelsk)

| Kunst og kultur | Spire Denne artikel om scenekunst og teater er en spire som bør udbygges. Du er velkommen til at hjælpe Wikipedia ved at udvide den. |